# Bonte bosklauwier
De bonte bosklauwier (Telophorus viridis) is een zangvogel uit de familie Malaconotidae (bosklauwieren). Het is een algemeen voorkomende bosvogel in half beboste delen van het Kongogebied tot in zuidelijk Afrika.

## Kenmerken
De vogel is 18 tot 19 cm lang en weegt 30 tot 40 g. Het mannetje van de nominaat is donker olijfgroen van boven en heeft een oranje-geel voorhoofd. De kin en keel zijn rood met daaronder een vrij brede zwarte band die rond het rood van de keel omhoog tot het oog reikt. Onder de zwarte band zitten een smalle rode en daaronder een zwarte band waarna de buik en flanken verder lichtgroen van kleur zijn. Het vrouwtje is wat doffer van kleur en mist de smalle zwarte band onder het rood. De ondersoort  T. v. quadricolor (vierkleurige bosklauwier) van Zuidelijk Afrika mist de smalle rode en zwarte banden en is onder de eerste brede zwarte borstband roodoranje dat geleidelijk naar de buik toe lichter wordt. Door BirdLife International wordt deze ondersoort als aparte soort beschouwd.

## Verspreiding en leefgebied
Er zijn vier ondersoorten:
- T.v. viridis in oostelijk Gabon, Kongogebied tot West-Angola en Noordwest-Zambia
- T. v. nigricauda in Kenia en Tanzania
- T. v. quartus in Malawi, Zimbabwe en Mozambique
- T. v. quadricolor (vierkleurige bosklauwier) in Zuidelijk Afrika.

Het is een bosvogel die voorkomt in droog montaan tropisch bos tot op 2000 m boven zeeniveau maar ook wel in koffieplantages. De vierkleurige bosklauwier van zuidelijk Afrika komt in verschillende type bos in laagland voor, vooral in bosranden langs waterlopen.

## Status
De bonte bosklauwier heeft een groot verspreidingsgebied en daardoor is de kans op de status  kwetsbaar (voor uitsterven) gering. De grootte van de wereldpopulatie is niet gekwantificeerd. Men veronderstelt dat de soort stabiel in aantal is; om deze redenen staat de vogel als niet bedreigd op de Rode Lijst van de IUCN en dit geldt ook voor de vierkleurige bosklauwier.